# Leire Otaegi
Leire Otaegi Garmendia (San Sebastián, 20 de mayo de 1977) es una deportista española que compite en curling. Su hermana gemela Oihane compite en el mismo deporte.
Ganó dos medallas de plata en el Campeonato Mundial de Curling Mixto, en los años 2018 y 2023.

## Palmarés internacional
| Campeonato Mundial Mixto | Campeonato Mundial Mixto | Campeonato Mundial Mixto | Campeonato Mundial Mixto |
| Año                      | Lugar                    | Medalla                  | Prueba                   |
| ------------------------ | ------------------------ | ------------------------ | ------------------------ |
| 2018                     | Kelowna (Canadá)         | Medalla de plata         | Mixto                    |
| 2023                     | Aberdeen (Reino Unido)   | Medalla de plata         | Mixto                    |